# Phosphor
Phosphor é um jogo de tiro em primeira pessoa, em que você joga pelo navegador através da internet, criado pela Rasterwerks. Feito utilizando o MacroDirector 3D ele pode rodar em qualquer navegador com suporte a esta tecnologia. O jogo atualmente não tem nenhuma atualização, tendo parado na Beta 2 em 2010 (mais especificamente a b2_011).

## Jogabilidade
O jogo aparentemente não tem nenhuma história. As armas presentes são algumas atuais e algumas futurísticas, como armas a laser. Só existe um mapa (por ter parado na sua versão beta) chamado "DM Acheron Bluffs", e seu único modo de jogo disponível é Deathmatch.
Contém 3 classes e 3 skins que o jogador pode escolher nas configurações do jogo. O jogo também apresenta um modo multiplayer usando IP direto, mas por ser um jogo antigo, é raro ver uma partida online, sendo necessário recorrer a bots, que é o modo em que ele começa: você contra 3 bots.

O jogo também conta com um console, em que podem ser ativadas trapaças e também se pode ter acesso ao editor, podendo modificar o mapa do jogo. Ele é acessado apertando F12 com o console aberto.

## Equipe
As pessoas que trabalharam no desenvolvimento do jogo, direta ou indiretamente:

### Contribuidores para o jogo
| Nome             | Contribuição                              | Grupo           |
| ---------------- | ----------------------------------------- | --------------- |
| Nick Kang        | Engine (motor), Efeitos, Sons e Interface | Rasterwerks     |
| Erik Asorson     | Direção de Arte, Modelagem 3D             | Asorson Studios |
| Michael Corriero | Design Conceitual                         | Asorson Studios |
| Benoit Regimbal  | Texturização                              | Asorson Studios |
| Rod Stafford     | Animação 3D                               | Asorson Studios |
| Mark Andrade     | Software "Enhancer Xtra"                  | Director-Xtras  |

### Contribuidores para o mapa
| Nome          | Contribuição                 | Grupo       |
| ------------- | ---------------------------- | ----------- |
| Nick Kang     | Design, Modelagem e Texturas | Rasterwerks |
| Vicent Foster | Texturas Sci-Fi              | Game Beep   |